# 松井優佳
松井 優佳（まつい ゆうか、1999年4月27日 - ）は、女子競輪選手。日本競輪選手会大阪支部所属、ホームバンクは岸和田競輪場。日本競輪選手養成所（以下、養成所）第124期生。師匠は陶器一馬（86期）。

## 来歴
大阪府出身。中学生の頃から自転車競技を始め、高校は地元を離れ鹿児島県立南大隅高等学校に進学し下宿生活を送る。同校OBには2学年上に寺崎舞織がいる。1年生でジュニアのナショナルチームに選出され、その年のアジア選手権のジュニアチームスプリント、ジュニア500mタイムトライアル、ジュニア団体追抜の3種目で銀メダルを獲得。2年生、3年生の時にはUCIジュニア世界選手権にも出場。
先にガールズケイリン選手としてデビューした山口伊吹、高尾貴美歌、藤田まりあ（いずれも116期）らは同い年であり、同じく高校時代から自転車競技で活躍していたことから面識があったが、当時の自身はプロの競輪選手として活動していくことに実感が湧かなかったこと、大学でスポーツマーケティングなども学びたい気持ちがあり、高校卒業後は同志社大学スポーツ健康科学部へ進学。自転車競技は大学でも継続し、2022年のインカレスプリント500mタイムトライアルで1位を獲得するなど実績を残した。学生時代も山口や藤田とは二人がオフの時に一緒に遊びに出かけるなど交流を続けていたが、既にプロデビューしており多くの収入がある二人が平気でたくさん買い物をする姿を見て羨ましく感じたこともあり、自身も大学卒業後は競輪選手になることを決意。
2022年1月13日、養成所第124回選手候補生入所試験に技能試験で合格。
養成所での競走訓練成績は、1着回数は同期の中でトップの20回であったが総合成績では竹野百香に次ぐ2位。ただ、卒業記念レースでは前年の畠山ひすいに次いで予選から全て1着の完全優勝を果たす。
2023年4月30日、宇都宮FII「競輪ルーキーシリーズ」にてデビュー。デビュー戦で初勝利を挙げる。同年7月5日からの向日町FIで本格デビュー以降もほぼ全ての開催で決勝進出するなど活躍するも決勝戦2着が最高で優勝にはなかなか届かなかったが、デビュー年の2023年は竹野百香とは約1万円差である637万5500円を獲得して124期の中では2位につけた。
2024年5月28日、岸和田FII（ミッドナイト）で初優勝。